# Buffalo (Dakota du Sud)
Pour les articles homonymes, voir Buffalo.
Buffalo est le siège du comté de Harding, situé dans le Dakota du Sud, aux États-Unis. Selon le recensement de 2010, elle compte 330 habitants. La municipalité s'étend sur 0,55 milles carrés (1,42 km2).
La localité doit son nom aux nombreux bisons (buffalo en anglais) qui occupaient autrefois ces terres.

## Démographie
| 1950 | 1960 | 1970 | 1980 | 1990 | 2000 |
| ---- | ---- | ---- | ---- | ---- | ---- |
| 380  | 652  | 393  | 453  | 488  | 380  |

| 2010 | - | - | - | - | - |
| ---- | - | - | - | - | - |
| 330  | - | - | - | - | - |